# Amanda Tenfjord
Amanda Klara Georgiadis Tenfjord (grekiska: Αμάντα Γεωργιάδη), född 9 januari 1997 i Ioánnina i nordvästra Grekland, är en grekisk-norsk sångerska och låtskrivare. Hon är uppvuxen i den norska byn Tennfjord i Ålesunds kommun. 
Hon representerade Grekland i Eurovision Song Contest 2022 i Turin med låten "Die Together".